# Grande-Espinette
Grande-Espinette (en néerlandais Grote Hut) est une localité et un quartier de la commune de Rhode-Saint-Genèse. Le lieu se trouvait à l'origine dans la forêt de Soignes au croisement de la chaussée de Waterloo (allant de Bruxelles à Waterloo) et d'une route locale allant de Lansrhode à Rhode-Saint-Genèse.
Le nom néerlandophone est Grote Hut dérive d'un mot désignant une cabane en bois avec un toit en tuiles, probablement érigée en pavillon de chasse. Par contre les francophones de Waterloo et Braine-l'Alleud ne voyant depuis la route en passant sur la chaussée que des buissons épineux à hauteur de la Grande et de la Petite-Espinette et non des huttes donnèrent le nom Espinette en français. Il n'est par contre pas clair lequel des deux noms est le plus ancien. Les deux dénominations ont plusieurs siècles. Sur la carte de Ferraris, qui date de la fin du XVIIIe siècle, on peut déjà trouver le nom Grande Espinette comme nom de ce lieu où on peut voir huit bâtiments. Les terrains situés au nord-ouest et au sud de Grande-Espinette ont été massivement déboisés au XIXe siècle. Plus tard, au XXe siècle, ils ont été subdivisés en zones résidentielles.